# Чемодуров, Александр Александрович
Алекса́ндр Алекса́ндрович Чемоду́ров (19 февраля 1850 — 18 апреля 1915) — самарский губернский предводитель дворянства в 1896—1905 годах, член Государственного совета по выборам.

## Биография
Из потомственных дворян Самарской губернии. Землевладелец Бугурусланского уезда (родовое имение в 4836 десятин, у жены — приобретенное имение в 1079 десятин).
В 1869 году окончил Самарскую мужскую гимназию и поступил в Лесной институт, где проучился несколько лет, однако курса не окончил. В 1875 году определен был почетным смотрителем Казанского уездного училища, в 1880 году преобразованного в городское четырехклассное училище. Вскоре оставил эту должность и перешел на службу по выборам в Самарскую губернию.
В 1883—1887 годах состоял председателем Бугурусланской уездной земской управы. В 1890 году был избран бугурусланским уездным предводителем дворянства, а в 1896 году — самарским губернским предводителем дворянства, в каковой должности пробыл 3 трехлетия, до 8 марта 1905 года. Долгое время избирался почетным мировым судьей по Бугурусланскому и Самарскому уездам. Кроме того, состоял членом губернского попечительства детских приютов и попечителем средней сельскохозяйственной земской школы. В 1904 году получил чин действительного статского советника. Из наград имел орден св. Станислава 1-й степени, а также медали в память коронации 1896 года и за труды по переписи населения 1897 года.
После провозглашения Октябрьского манифеста стал одним из инициаторов объединения дворян для защиты своих сословных привилегий. Был председателем Совета учредителей Всероссийского союза землевладельцев (1905), членом Совета Кружка дворян, верных присяге (1906), а также членом Постоянного совета Объединённого дворянства (1906—1909). Был членом Русского собрания, избирался в Совет РС (1909).
7 апреля 1906 года избран членом Государственного совета от дворянских обществ. Входил в правую группу. 26 мая 1909 года выбыл из состава Госсовета по жребию, после чего вернулся в родную губернию, где состоял гласным губернского земского собрания и почетным мировым судьей по Самарскому и Бугурусланскому уездам.
Скончался 18 апреля 1915 года в своем имении. Был женат, имел пятеро детей.